# Едмонтон
Е́дмонтон (англ. Edmonton i[ˈɛdməntən]) — столиця провінції Альберта у Канаді, сучасний урбаністичний адміністративно-господарський центр, розташований у центрі провінції в оточенні найродючіших земель канадських прерій і розвинутих фермерських господарств. Це друге за чисельністю населення місто в Альберті розташоване на перетині шести територіальних одиниць провінції з населенням 1 321 426 осіб (2016 рік). Мешканці міста англійською мовою звуться «Edmontonians» (укр. едмонтонці).

## Інформація
Якщо поглянути на офіційно проголошені кордони міста площею 684 км², то вийде, що Едмонтон більший за Чикаго, Торонто і Монреаль. Потрібно зауважити, що місто не досягло забудовами таких розмірів: в Едмонтона одна з найменших щільностей населення в Північній Америці, як, наприклад, у 67 разів менш ніж Нью-Йорк. Проте Едмонтон останніми роками переживає великий економічний бум, передусім завдяки близькості до відомих нафтоносних пісків Атабаски, найбільша концентрація яких розташована 300 км на північний схід від Едмонтона біля міста Форт МакМюррей.
Едмонтон розташований на північному краї так званого едмонтонсько-калґарського коридору —- якщо провести по горизонталі лінію, то близько 50 % всіх мешканців Альберти мешкає у цьому коридорі. Едмонтон фактично є точкою відліку і важливим господарчо-адміністративним вузлом, на північ від якого починаються багаті діамантові копальні Північних Територій канадського Заходу.
Едмонтон — друга за населенням провінційна столиця Канади після Торонто та відомий культурний, урядовий і науково-освітній центр. В Едмонтоні відбувається багато фестивалів, серед яких найпопулярніші: Фестиваль Спадщини, Дні Клондайку, вуличний Фріндж фестиваль, Фольклорної музики, Карівест та інші. Також Ґран Прі Вест Едмонтон Моллу, Світовий чемпіонат атлетів і Світові Змагання Майстрів 2005 (World Masters Games, збірна України Харків виборола золото з футболу).
Це  місто, у якому розташований найбільший торговий центр у Північній Америці — Вест Едмонтон Молл і найбільший у Канаді історичний парк Форт-Едмонтон.
Едмонтон часто називають «містом синіх комірців» — тоді як другий потужний центр Альберти місто Калгарі звуть «містом білих комірців», адже історично саме в Калгарі концентрувалася фінансова й комерційна еліти провінції та й усіх Канадських Прерій. В Едмонтоні ж сконцентрований технічно-промисловий потенціал провінції. Едмонтон історично змагається з Калгарі за потужністю і внутрішньополітичним впливом.

## Історія
Перші поселення знайдені в околицях Едмонтона датуються 3 тис. років до Р. Х., хоча цілком можливо, що люди тут оселилися 10 тис. років тому, коли зійшов льодовик.
Вважається, що першим європейцем, який прийшов на цю землю, був професійний дослідник Ентоні Хендей, який працював на Компанію Гудзонової затоки. 1754 року він зупинився на околицях Едмонтона, щоб встановити нові контакти з індіанцями для організації видобування хутра. 1795 року побудовано Форт Едмонтон, як основний форпост Компанії Гудзонової затоки, названий на честь рідного району міста Лондона (Велика Британія) — на той час керуючого компанією Джеймса Лейка.
Наприкінці 19 століття відбулося масове заселення околиць Едмонтона фермерами, які отримували безкоштовну землю з умовою її освоєння під сільськогосподарські угіддя.
Отримавши статус міста у 1904 році з населенням 8350 осіб, Едмонтон став столицею нової провінції Альберта 1 вересня 1905.

## Клімат
| Клімат Едмонтона                            | Клімат Едмонтона | Клімат Едмонтона | Клімат Едмонтона | Клімат Едмонтона | Клімат Едмонтона | Клімат Едмонтона | Клімат Едмонтона | Клімат Едмонтона | Клімат Едмонтона | Клімат Едмонтона | Клімат Едмонтона | Клімат Едмонтона | Клімат Едмонтона |
| Показник                                    | Січ.             | Лют.             | Бер.             | Квіт.            | Трав.            | Черв.            | Лип.             | Серп.            | Вер.             | Жовт.            | Лист.            | Груд.            | Рік              |
| Абсолютний максимум, °C                     | 11,7             | 14,0             | 20,6             | 31,1             | 32,3             | 34,4             | 34,4             | 34,7             | 33,9             | 28,6             | 21,7             | 16,7             | 34,7             |
| Середній максимум, °C                       | −7,3             | −3,6             | 2,1              | 11,3             | 17,6             | 21,0             | 22,8             | 22,1             | 16,8             | 10,9             | 0,0              | −5,4             | 9,0              |
| Середня температура, °C                     | −11,7            | −8,4             | −2,6             | 5,5              | 11,7             | 15,5             | 17,5             | 16,6             | 11,3             | 5,6              | −4,1             | −9,6             | 3,9              |
| Середній мінімум, °C                        | −16              | −13,1            | −7,3             | −0,3             | 5,7              | 10,0             | 12,1             | 11,1             | 5,8              | 0,3              | −8,2             | −13,9            | −1,2             |
| Абсолютний мінімум, °C                      | −44,4            | −46,1            | −36,1            | −25,6            | −12,2            | −1,1             | 0,6              | −1,2             | −11,7            | −25              | −34,1            | −48,3            | −48,3            |
| Норма опадів, мм                            | 22.5             | 14.6             | 16.6             | 26               | 49               | 87.1             | 91.7             | 69               | 43.7             | 17.9             | 17.9             | 20.9             | 476.9            |
| ------------------------------------------- | ---------------- | ---------------- | ---------------- | ---------------- | ---------------- | ---------------- | ---------------- | ---------------- | ---------------- | ---------------- | ---------------- | ---------------- | ---------------- |
| Джерело: Canadian Climate Normals 1971-2000 |                  |                  |                  |                  |                  |                  |                  |                  |                  |                  |                  |                  |                  |

## Міста-побратими
- Гатіно, Канада (1967)
- Харбін, КНР (1985)
- Нашвілл, США (1990)
- Вонджу, Південна Корея (1998)
- Берген-оп-Зом, Нідерланди (2013)

## Едмонтон та українці
Едмонтон є одним із двох найбільших центрів української громади в Канаді, разом з районом Великого Торонто. За даними останнього перепису 144 620 (13,97 %) мешканців міста українського походження. До видатних українців міста належить колишній мер Вільям Гавриляк (1915—1975), письменниця, колишня голова Спілки письменників Канади Мирослава (Мирна) Косташ.
На початку XX століття в Едмонтоні виходили такі друковані видання української діаспори як «Нова громада», «Новини», «Новий шлях», «Слідами малої святої», «Українська Родина», «Українські вісті», а також русофільський «Русскій Голосъ».
За 40 км на схід від Едмонтона розташований музей просто неба — Село україно-канадської культурної спадщини.
Біля входу до мерії міста Едмонтон 1983 року встановлено перший у світі пам'ятник жертвам Голодомору «Розірване кільце життя».
З нагоди 120-ї річниці появи перших українських переселенців у Канаді 24 червня 2011 запущено Історичний Потяг українських піонерів, який пройшов за маршрутом Галіфакс — Монреаль — Оттава — Торонто — Вінніпег — Саскатун — Едмонтон.

### Відомі люди

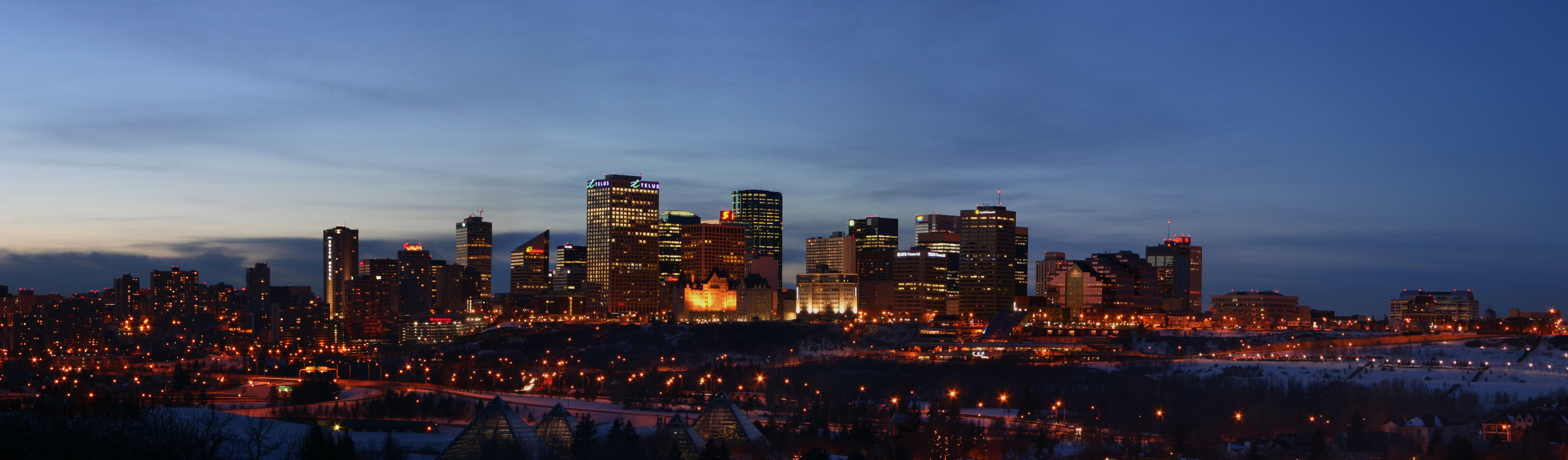
Нічна панорама Едмонтона

- Буцманюк Юліан (1885—1967) — художник, автор розпису катедральної церкви Святого Йосафата.
- Боцюрків Іларій (1898—1968) — старшина УГА, підприємець, громадський діяч у Канаді українського походження[4]
- Боцюрків Богдан-Ростислав (1925—1998) — історик, політолог, громадський діяч українського походження у Канаді[5]
- Дейв Бабич (1961) — канадський хокеїст.
- Кен Данейко (1964) — канадський хокеїст.
- Кен Яремчук (1964) — канадський хокеїст.
- Дрю Карпишин (1971) — канадський письменник українського походження і сценарист відеоігор.
- Річард Матвійчук (1973) — канадський хокеїст
- Метт Фреттін (1988) — канадський хокеїст.
- Джо Морроу (* 1992) — канадський хокеїст.
- Вільям Гавриляк (1915—1975) — мер Едмонтона українського походження
- Мирослава (Мирна) Косташ — письменниця, колишня голова Спілки письменників Канади
- Процак Іван — десятник 14-ї гренадерської дивізії військ СС «Галичина».